# 嵊泗列島
30°43′N 122°27′E / 30.717°N 122.450°E

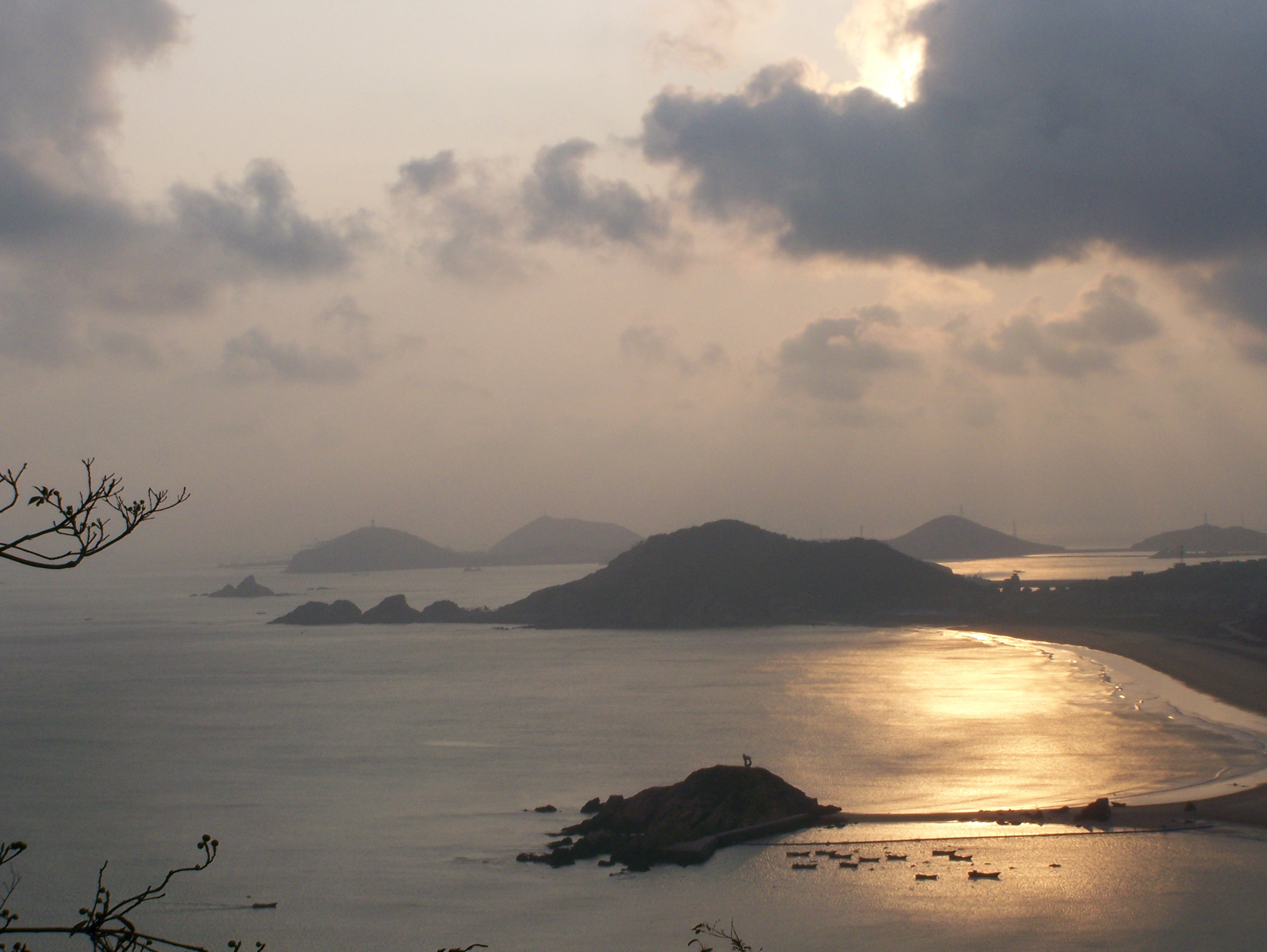
嵊泗列岛夕照

嵊泗列岛，一称嵊泗群岛，位于浙江东北部海中，舟山群岛北部的岛群，属浙江省舟山市嵊泗县。包括嵊山、泗礁山、黄龙山、花鸟山等196个岛屿，其中泗礁山面积最大。附近海域盛产带鱼、墨鱼、大小黄鱼，是著名的渔场；黄龙山以产“黄龙米虾”著名。

## 旅游景点
- 基湖沙滩。最主要的旅游景点。
- 大悲山。位于泗礁本岛东部，其西连群峰，东滨大海，与基湖沙滩、南长涂沙滩形成三角形。登高远眺，四周花鸟岛、绿华岛、枸杞岛、黄龙岛等大大小小百余岛屿，一览无余，美不胜收。
- 南长涂沙滩。目前已经荒废。
- 花鸟灯塔。著名的国际级灯塔，位于花鸟山西北角山嘴上，1870年由英国人建造。2001年又被国务院命名为国家重点文物保护单位。
- 六井头。六井头位于嵊泗列岛泗礁本岛之最东侧，面临茫茫东海，是观海上日出、看千舟竞发的最佳之处。